# Operário Esporte Clube
O Operário Esporte Clube, ou simplesmente Operário, é um clube esportivo sediado na cidade de Manacapuru, no estado do Amazonas. Fundado em junho de 1982, suas cores são preto, vermelho e branco. O clube é detentor de muitos títulos do futebol amador de Manacapuru. O clube profissionalizou-se em 2009.

## História

### Fundação e os primeiros anos
O Operário foi fundado em 1982 na cidade de Manacapuru com as cores Vermelho, Preto e Branco. Foi bicampeão da Copa dos Rios (importante torneio de seleções municipais) vestindo a camisa de Manacapuru.

#### 2010
Em 2010 o Operário jogou a Segunda Divisão. Em 12 de setembro de 2010, a equipe venceu o Cliper por 3-0, no Gilbertão, e sagrou-se campeão do primeiro turno da segunda divisão do Barezão de 2010, conquistando uma vaga na primeira divisão em 2011 pela primeira vez. O Operário sagrou-se campeão da segunda divisão de 2010 ao vencer o Rio Negro em cobrança de pênaltis por 5 x 4, em Manacapuru.

### 2011 - Primeira Divisão
A estreia do clube na primeira divisão estadual deu-se em 30 de Janeiro de 2011 enfrentando o tradicional Fast Clube no Estádio do SESI em Manaus e vencendo por 2-1. O clube foi o único que terminou o primeiro turno invicto e classificando-se para as semifinais em 2º lugar, perdendo sua invencibilidade nesta pelo placar de 2-1 perante o Penarol em Manacapuru.

### 2014 - Retorno
Em 2014 voltou à disputar a segunda divisão do Amazonense, surpreendendo ao divulgar as cores azul, amarela e preta como cores oficiais, sendo a "rivalidade" com o Princesa do Solimões o motivo da troca, já que o Tubarão já tinha o vermelho e o branco como cores. Sagrou-se campeão do segundo turno após empatar em 2x2 com o CDC Nova Olinda e conquistando, pela segunda vez, uma vaga na Série A do ano seguinte. Na grande final, venceu o Rio Negro por 3-1 e se sagrou bicampeão do Barezão Série B.

### 2015 - Péssima temporada e não descenso
Após uma atuação ruim no Campeonato Amazonense de Futebol de 2015, com apenas um ponto conquistado em 18 jogos, o clube estaria rebaixado à Série B de 2016, mas a Federação Amazonense de Futebol, no entanto, extinguiu a segunda divisão, abrigando todos os clubes afiliados na elite em 2016.

### 2016 a 2020 - Problemas de dívidas afastam o clube do futebol profissional
O Operário ficou por cinco anos fora das disputa de campeonatos estaduais por questões de dívidas. 

### 2021 - Novo retorno e acesso
Em 2021, o Operário Esporte Clube retorna ao futebol profissional. O clube foi o 2° colocado na primeira fase e disputaria o acesso diante do Atlético Amazonense. Após empate em 1 a 1 na cidade de Manaus, o Sapão da Terra Preta venceu em Manacapuru e retornou à elite do futebol amazonense após seis anos. 

## Símbolos
O clube tem a característica única e peculiar de ter um Sapo como mascote, este sendo chamado de "Sapão da Terra-Preta" em alusão à localidade onde foi fundado.

## Rivalidades
O principal rival do Operário é o Princesa do Solimões. Em 2011, quando o Operário conseguiu a vaga na primeira divisão do Campeonato Amazonense, a imprensa começou a tratar o confronto entre esses dois clubes como um clássico, que ficou conhecido como O Clássico de Manacapuru, Clássico de Manacá ou até Clássico da Ciranda.

## Títulos
| ESTADUAIS | ESTADUAIS                               | ESTADUAIS | ESTADUAIS  |
|           | Competição                              | Títulos   | Temporadas |
| --------- | --------------------------------------- | --------- | ---------- |
|           | Campeonato Amazonense - Segunda Divisão | 2         | 2010, 2014 |

### Outras conquistas:
- Taça FAF: 1

(2010)
- Copa dos Rios (amador): 2

(1995 e 2006)